# Droit pénal en France
Pour les autres articles nationaux ou selon les autres juridictions, voir Droit pénal.

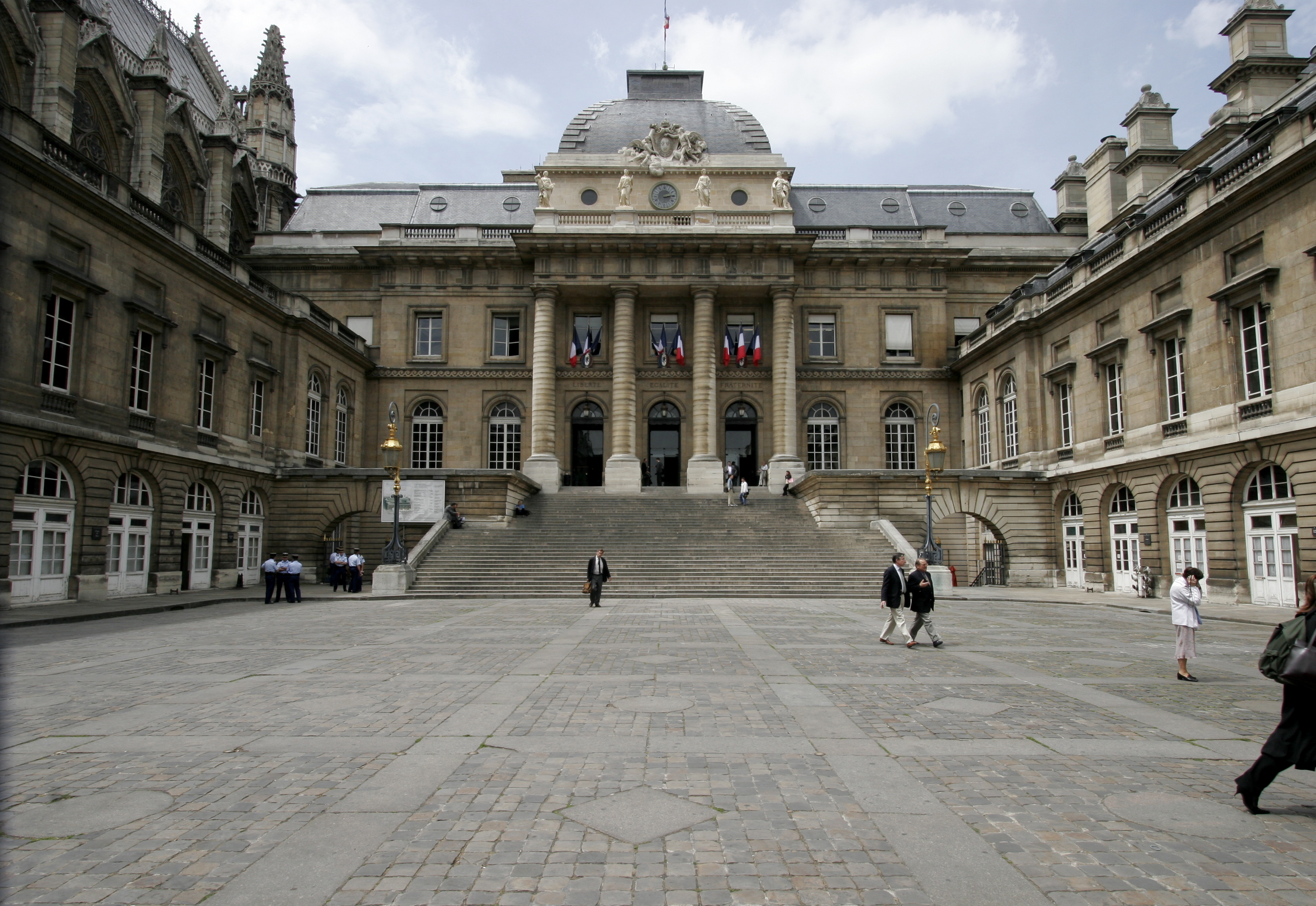
Le parvis du Palais de justice de Paris, qui accueille ou accueillait le Tribunal de grande instance, la Cour d'appel et la Cour de cassation.

Le droit pénal français est l'une des branches du système juridique de la République française. Le domaine pénal est défini comme une branche mixte du droit français, entre droit public et droit privé, dans la mesure où il sanctionne des comportements privés au nom de la société tout entière. Sa fonction est de qualifier, classifier, prévenir et sanctionner les infractions pénales commises par une personne, qu'elle soit physique ou morale. Il est en ce sens un droit répressif, par opposition au droit civil qui vise à arbitrer des litiges entre particuliers.
Ces infractions sont divisées en trois catégories, en fonction de leur gravité : les contraventions, les délits et les crimes. Ces deux dernières catégories sont déterminées par le législateur lui-même, tandis que les contraventions relèvent du pouvoir exécutif. À cette division tripartite correspondent les tribunaux chargés de faire appliquer la loi pénale : le tribunal de police pour les contraventions ; le tribunal correctionnel pour les délits ; la cour d'assises pour les crimes. Le droit pénal s'articule avec les règles de procédure pénale, qui fixent les conditions dans lesquelles s'exercent l'enquête de police, l'instruction et le jugement.
Comme les systèmes pénaux des autres démocraties libérales, le droit pénal français est marqué par l'importance de trois grands principes directeurs : la légalité (ou textualité), la culpabilité et la personnalité. Il fut et demeure influencé par diverses doctrines d'ordre philosophique, moral ou scientifique qui lui ont donné sa forme actuelle au fil des siècles. Enfin, ses sources sont principalement nationales, étant déterminé avant tout par la loi, mais il est de plus en plus influencé par la jurisprudence des cours européennes (CJUE, CEDH). La loi pénale fait l'objet d'une première codification durant la Révolution. Sous l'Empire, Napoléon fait rédiger le Code pénal de 1810, qui est remplacé par le code actuel en mars 1994.
Le procureur de la République et ses substituts sont chargés de la mise en œuvre de l'action publique et de la poursuite pénale, en collaboration avec les services de police. Pour qualifier l'infraction, le juge doit disposer d'un préalable légal, d'un élément matériel et d'un élément moral. Il ne peut l'imputer à son auteur que si celui-ci ne souffre pas de troubles du discernement, dispose de son libre arbitre, et a consenti à la commission du fait incriminé (comme auteur ou complice). Si l'infraction est imputée à un auteur, celui-ci encourt une sanction pénale, qui peut être aggravée ou atténuée en fonction des circonstances. L'autorité judiciaire prononce ainsi une peine en fonction de la gravité des faits : réclusion ou détention, amende, sursis avec mise à l'épreuve, travail d'intérêt général, jour-amende... Le condamné peut faire appel de la décision judiciaire devant la Cour d'appel, et, en dernier ressort, la Cour de cassation.

## Histoire

### Sous l'Ancien Régime

#### Influence de la philosophie des Lumières
Le droit pénal humaniste en vigueur aujourd'hui trouve ses sources dans la doctrine philosophique du milieu et de la fin du XVIIIe siècle. Dans De l'Esprit des lois (1748), Montesquieu affirme l'importance de la prévention pour empêcher le crime, et insiste sur la nécessité de punir avec modération mais certitude : 

« Un bon législateur s'attachera moins à punir les crimes qu'à les prévenir […] Qu'on examine la cause de tous les relâchements, on verra qu'elle vient de l'impunité des crimes, et non pas de la modération des peines »

Cesare Beccaria (1738-1794), juriste et philosophe italien, publie en 1764 un traité intitulé Des délits et des peines qui connaît un immense retentissement en France : Voltaire et Diderot s'en font les défenseurs. L'auteur y développe une conception libérale du droit pénal, où l'intervention de l'État justicier doit se limiter à l'essentiel : « empêcher le coupable de causer de nouveaux dommages à ses concitoyens et dissuader les autres d'en commettre de semblables ». Il y avance également plusieurs idées alors novatrices, dont le principe de proportionnalité de la peine au délit et la séparation des pouvoirs religieux et judiciaire. Enfin, il dénonce avec vigueur l'usage de la torture, des châtiments corporels et de la peine de mort ; il fait ainsi figure de précurseur du mouvement abolitionniste. La thèse de l'ouvrage, qui peut se résumer par la formule « Pas plus qu'il n'est juste, pas plus qu'il n'est utile », a fortement influencé la rédaction du Code pénal révolutionnaire de 1791.
Le philosophe britannique Jeremy Bentham (1748-1832) a quant à lui posé les fondements du principe d'individualisation de la peine, en développant la théorie dite de l'utilitarisme pénal : la peine doit dissuader le délinquant de commettre son acte, en faisant en sorte que l'abstention soit plus avantageuse pour lui que le passage à l'acte (balance des peines et des plaisirs). Selon lui, le juge est le seul à pouvoir infliger la sanction la mieux proportionnée.

### Révolution française etXIXesiècle: légalité et modération des peines

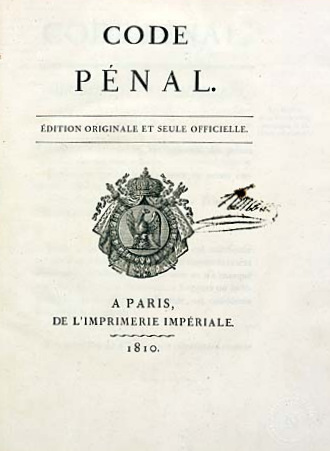
Couverture du Code pénal de 1810, qui remplace le Code pénal révolutionnaire de 1791.

Suivant les théories de Beccaria et les principes énoncés dans la Déclaration des droits de l'homme et du citoyen de 1789, le Code pénal de 1791 s'appuie en particulier sur le principe de légalité, selon lequel on ne peut être condamné pénalement qu'en vertu de l'existence d'un texte légal clair et précis. Ce principe a pour corollaire la non-rétroactivité des lois pénales. Afin d'éviter les manifestations de l'arbitraire du juge, courantes sous l'Ancien Régime, ceux-ci sont incités à respecter les peines prévues par le texte législatif. La peine de mort est maintenue, mais celle-ci « consiste dans la simple privation de la vie, sans qu'il puisse jamais être exercé aucune torture envers les condamnés ». Le code prévoit enfin des peines afflictives et infamantes, dont les travaux forcés à perpétuité ou à temps et la déportation.
Le Code pénal impérial du 12 février 1810 fut en vigueur jusqu'en 1994, bien que modifié au cours des années. L'organisation interne des textes est modifiée, et la prison à perpétuité et la marque au fer rouge sont réintroduites. Les nouvelles peines sont fortement inspirées de l'utilitarisme pénal de Bentham. En outre, Napoléon fonde en 1804 la Cour de cassation, juridiction au sommet de l'ordre judiciaire français, en transformant le Tribunal de cassation fondé en 1790.
À la fin du XIXe siècle, la récidive devient un enjeu important dans les débats sur la politique pénitentiaire et le sens de la peine, tandis qu'au début du XIXe siècle, l'affaire Pierre Rivière avait soulevé le problème de la responsabilité pénale en cas de démence possible. Depuis les lois Bérenger de 1885 et 1891, le sursis et la libération conditionnelle peuvent être prononcées par les juges. En 1911, l'administration pénitentiaire est rattachée au ministère de la Justice. En 1912 sont créés les tribunaux pour enfants.

### Après la Seconde Guerre mondiale: rénovation de la politique pénitentiaire
Après 1945, un important mouvement de réforme pénitentiaire a eu lieu, mis en œuvre par le mouvement de la Défense sociale nouvelle et incarné par des personnes comme le juriste Marc Ancel,, le juge des enfants Jean Chazal et le premier directeur de l'administration pénitentiaire Paul Amor. Ces débats interviennent après près d'un demi-siècle de silence : de la fin du XIXe siècle à la Seconde Guerre mondiale, les débats ont uniquement porté sur la possible suppression du bagne (effectivement aboli en droit en 1938, la déportation étant quant à elle supprimée par une ordonnance du général de Gaulle de 1960) et les interrogations au sujet des maisons de correction.
1945 voit ainsi en particulier la création du service social des prisons, du milieu ouvert et de la formation professionnelle des détenus, dans une optique de réinsertion sociale : la peine privative de liberté a pour but essentiel l'amendement et le reclassement social du condamné. À la Libération, le débat public quant à lui se concentre en particulier, jusqu'au début des années 1950, sur les Cours de justice chargées de l'épuration judiciaire des collaborationnistes. L'ordonnance du 2 février 1945 sur l'enfance délinquante impose la primauté de l'éducation sur la répression et créé les tribunaux pour enfants. En 1958, on créé le juge de l'application des peines (JAP), dans un souci d'individualisation de la peine en fonction de la personnalité du criminel.

### Depuis les années 1970: pénalisation progressive de la société

#### Alourdissement des sanctions pénales
Dès l'éclatement de la guerre d'Algérie, le processus de réforme engagé se ralentit et les peines s'alourdissent. Sous l'effet d'un « populisme pénal » qui s'appuie sur la place faite aux victimes, ainsi que de la montée du sentiment d'insécurité, les gouvernements successifs accroissent la répression pénale.
La période de sûreté, introduite en 1978 par le gouvernement Raymond Barre, ajoute à la peine d'emprisonnement l'impossibilité de son aménagement, réduisant ainsi les pouvoirs du juge d'application des peines. La loi Sécurité et liberté, promulguée en février 1981, étend les prérogatives policières et réprime plus sévèrement les actes de violence. Si la peine de mort est abolie après l'arrivée au pouvoir de François Mitterrand en 1981, les autres peines se durcissent : les longues peines passent à trente ans en 1986, et la peine de perpétuité réelle est introduite en 1994 par le gouvernement Balladur pour certains crimes commis contre des mineurs. La réforme du Code pénal, en 1994, augmente les condamnations maximales de vingt à trente ans pour les crimes, et de cinq à dix ans pour les délits. Enfin, une série de lois durcit encore la législation dans les années 2000, jusqu'à la loi du 25 février 2008 relative à la rétention de sûreté et à la déclaration d'irresponsabilité pénale pour cause de trouble mental.
En lien avec la politique gouvernementale de lutte contre l'insécurité routière, les sanctions s'alourdissent en matière d'infractions au Code de la route. La loi du 12 juin 2003 renforçant la lutte contre la « violence routière » aggrave les sanctions pénales et crée de nouvelles infractions, comme la conduite sous l'emprise de stupéfiants ou l'usage au volant d'un téléphone mobile. Les conduites sans permis ou sans assurance sont correctionnalisées (passage de contravention à délit). En 2007, les infractions routières représentent un tiers des condamnations correctionnelles et 60 % des contraventions de cinquième classe ; plus de la moitié des condamnations prononcées l'ont été pour conduite en état d'ébriété.
La tendance est également à l'augmentation des mesures de sûreté, visant à protéger la société de la dangerosité de certains individus. Applicables avant ou après la peine, ces mesures sont variées (suivi socio-judiciaire, placement sous surveillance électronique mobile, contrôle judiciaire) et sans limitation de durée. Ainsi, le droit pénal ne se donne plus pour unique objectif de sanctionner des infractions, mais d'identifier les personnes qui pourraient en commettre d'autres. Corollaire de cette évolution, la récidive est plus fortement réprimée avec l'instauration en 2007 de peines plancher pour les individus en situation de récidive légale : selon les cas, la peine ne pouvait être inférieure à cinq, sept, dix ou quinze ans de réclusion.
Néanmoins, depuis 1986, le droit pénal des affaires connaît un mouvement parallèle de dépénalisation, bien que les juges s'emparent de plus en plus souvent d'affaires politico-financières dans les années 1990 (abus de biens sociaux, etc.). Les chèques sans provision et les accidents de la circulation sont désormais traités directement par les banques et les compagnies d'assurances, afin de désengorger le système judiciaire. En 2007, un groupe de travail est chargé d'amplifier ce mouvement de dépénalisation, perçu comme un frein à l'activité économique. Par ailleurs, d'anciens délits sont peu à peu dépénalisés, comme le vagabondage et la mendicité.

#### Inflation législative en matière pénale

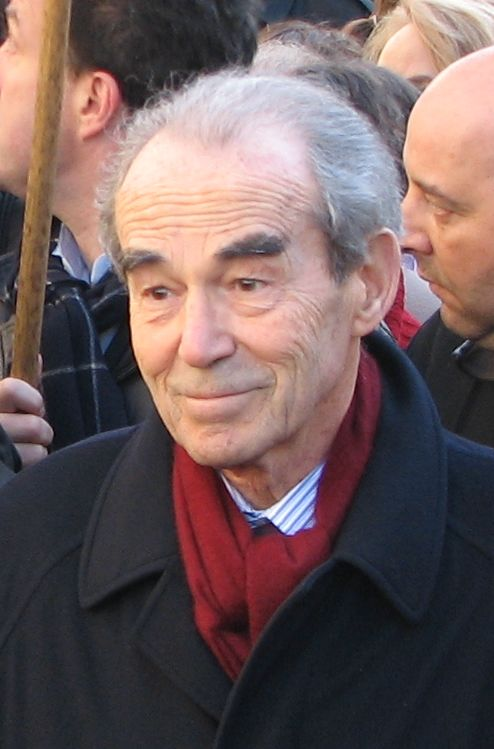
Robert Badinter en 2007. Ministre de la Justice entre 1981 et 1986, il fait voter l'abolition de la peine de mort et engage une réforme du Code pénal de 1810.

Robert Badinter, ministre de la Justice entre 1981 et 1986, relance l'idée d'une réforme du Code pénal de 1810, déjà engagée sous l'impulsion de Jean Foyer en 1966. Après une révision d'ensemble en 1992, le nouveau Code pénal entre en vigueur en 1994. Il introduit notamment le principe de responsabilité pénale des personnes morales et la notion d'intérêts fondamentaux de la Nation. Toutefois, alors que la réforme du Code pénal avait pour objectif de stabiliser la législation pénale pour plusieurs décennies, de nombreuses lois se succèdent en matière pénale : soixante-cinq lois, dont certaines comprennent des dispositions importantes, ont été votées entre mars 1994 et septembre 2007. Alors que le Code de 1810 ne recensait que 500 infractions, le code actuel en dénombre plus de 15 000, dont certaines n'ont jamais fait l'objet d'une application. Les soixante incriminations les plus relevées donnent lieu à 90 % des sanctions pénales.
Vingt-deux lois ont été promulguées sous les gouvernements Jospin (dont la loi Guigou du 15 juin 2000 renforçant les droits des victimes) ; vingt-neuf sous les gouvernements Raffarin et Villepin, dont la loi Perben II du 9 mars 2004. Celle-ci introduit diverses innovations en matière d'enquête policière (création du mandat de recherche et du fichier judiciaire automatisé des auteurs d'infractions sexuelles) et de sanction pénale (le « plaider coupable », sous la forme de la CRPC ; le stage de citoyenneté), et modifie plusieurs dispositions du Code de procédure pénale (régime de la garde à vue, prolongation possible de l'enquête de flagrance). Elle élargit également les possibilités de détention provisoire et de comparution immédiate. En outre, elle prépare la suppression alors envisagée du juge d'instruction, laquelle ne semble plus d'actualité.
La production législative en matière pénale demeure soutenue sous les gouvernements Fillon. La ministre Rachida Dati (2007-2009) soumet plusieurs lois au vote parlementaire (lois Dati et Dati 2), tout comme sa successeur Michèle Alliot-Marie : les lois du 24 novembre 2009, du 2 mars 2010 et du 10 mars 2010. La loi relative à l'individualisation des peines et renforçant l'efficacité des sanctions pénales, dite loi Taubira, créé la contrainte pénale et supprime les peines plancher en cas de récidive introduites en 2007.

#### Influence de la Nouvelle gestion publique sur le système pénal
La justice pénale, comme les autres secteurs de l'administration publique, est soumise à une logique d'amélioration de la performance depuis les années 2000. Dans le cadre de la modernisation de l'État engagée par l'adoption de la LOLF en 2001, et sous la pression de l'opinion publique, la justice pénale est placée face à une exigence d'efficacité et de réduction des coûts. Ceci s'est notamment traduit par la suppression d'un tiers des tribunaux de France (réforme de la carte judiciaire) entre 2007 et 2012. Alors que le nombre d'affaires à traiter chaque année s'accroît, certains auteurs dénoncent la difficulté de concilier les exigences du procès équitable, qui allongent les procédures, avec l'objectif de donner des réponses pénales « systématiques, rapides, efficaces et sévères ». Des magistrats se mettent en grève en février 2011.

## Généralités

### Grands principes
Le droit pénal français est commandé par le principe de légalité, et ses trois corollaires, le principe d'interprétation stricte de la loi, l'application de la loi pénale dans le temps et l'application de la loi pénale dans l'espace.

### Sources
La source principale du droit pénal est la loi pénale : elle « exprime un système de valeurs permettant de distinguer le permis de l'interdit, de mesurer le niveau toléré de transgression de normes sociales ».
Aujourd'hui, les sources du droit pénal français tendent de plus en plus à s'internationaliser, sous l'effet de la jurisprudence des cours européennes (CJUE, CEDH).

## Compétence juridictionnelle
Ces trois types d'infractions sont principalement — en première instance — de la compétence de trois juridictions différentes :
- la cour d'assises pour les crimes,
- le tribunal correctionnel pour les délits,
- le tribunal de police pour les contraventions.

Si un même accusé ou prévenu est jugé pour plusieurs infractions différentes, la juridiction compétente pour l'infraction la plus grave sera également compétente pour juger les autres infractions.
Cependant, la compétence des tribunaux français se limite à certaines infractions : c'est la question de l'application territoriale de la loi pénale française.

## Infraction

### Définition
L'infraction peut être définie comme une action ou omission qui trouble l'ordre social et expose son auteur à une mesure de sûreté ou une sanction pénale. Le droit pénal spécial a pour objet l'édiction d'infractions, classés en fonction de leur gravité de manière tripartite dans le Code pénal : les crimes, les délits et les contraventions.

#### Crimes
Les crimes sont les infractions les plus graves. Jugés par des cours d'assises avec jury criminel, ils font encourir à leur auteur une peine de réclusion criminelle à perpétuité. Avant 1981, les crimes étaient passibles de la peine de mort. Les types de crimes les plus fréquemment jugés en France sont les homicides, les viols et les vols à main armée (braquages).

#### Délits
Les délits recouvrent des catégories d'infractions de différente nature. Ils relèvent de la compétence du tribunal correctionnel et peuvent être jugés en collégialité ou par un juge unique. La peine maximale encourue est de dix ans d'emprisonnement, portée à vingt ans en cas de récidive, notamment en matière de criminalité organisée. Les délits les plus poursuivis sont les vols et escroqueries, les coups et blessures, les dégradations, le trafic de stupéfiants et des délits routiers (défaut de permis de conduire, conduite en état d'ébriété).

#### Contraventions
Les contraventions concernent essentiellement les infractions au Code de la route et les violences de faible gravité. Elles sont divisées en cinq classes en fonction de leur gravité. La majorité des infractions routières est traitée de manière automatisée par l'administration (retrait des points de permis de conduire notamment), mais les juges sont parfois amenés à prononcer eux-mêmes des amendes.

### Éléments constitutifs de l'infraction
L'infraction est composée de trois éléments constitutifs :
- Le préalable légal ;
- L'élément matériel ;
- L'élément moral.

### Imputabilité des infractions
L'infraction n'est pas imputable à son auteur s'il existe un fait justificatif : injonction de la loi (dans certains cas la loi autorise des personnes à commettre une infraction, ex: un médecin est tenu au secret médical, mais s'il s'aperçoit qu'un enfant subit des violences, il a l'ordre d'en informer les autorités compétentes) ; commandement de l'autorité légitime (c'est le cas d'une personne qui reçoit un ordre de sa hiérarchie, cependant il est très règlementé et ne doit pas apparaitre comme manifestement illégal) ; légitime défense ; état de nécessité (exemple: on peut considérer dans certains cas, qu'une mère dans le besoin qui commet des vols de denrées alimentaires pour nourrir ses enfants ne doit pas être pénalisée).
Précisons que la légitime défense fait partie intégrante de l'état de nécessité. Il existe également des causes de non imputabilité, telles que les troubles psychiques ou neuro-psychiques ayant aboli le discernement, ou encore l'erreur de droit, la contrainte ou la minorité.
Il y a deux types d'infractions :
- L'infraction par action positive (l'auteur doit agir physiquement et volontairement en faisant un acte interdit par la loi)
- L'infraction par omission (l'auteur dans ce cas ne fait pas ce que la loi exige, la non-assistance à personne en péril est la plus courante).

La différence entre les deux cas d'irresponsabilité pénale est la suivante :
- Le fait justificatif fait disparaitre l'infraction
- La cause de non-imputabilité fait disparaitre la culpabilité de l'auteur

## Peine
La peine, ou sanction pénale, est le corollaire de l'infraction.
Depuis le 1er octobre 2014, l'article 130-1 du Code pénal définit les deux principales fonctions des sanctions pénales : « sanctionner l'auteur, et favoriser son amendement, son insertion ou sa réinsertion ».